# Cladiella
Cladiella is een geslacht van neteldieren uit de klasse van de Anthozoa (bloemdieren).

## Soorten
- Cladiella arborea (Utinomi, 1954)
- Cladiella arbusculoides Verseveldt & Benayahu, 1978
- Cladiella aspera Tixier-Durivault, 1970
- Cladiella australis (Macfadyen, 1936)
- Cladiella bottai (Tixier-Durivault, 1943)
- Cladiella brachyclados Ehrenberg, 1834
- Cladiella ceylonica (Pratt, 1905)
- Cladiella conifera (Tixier-Durivault, 1943)
- Cladiella crassa (Tixier-Durivault, 1943)
- Cladiella daphnae van Ofwegen & Benayahu, 1992
- Cladiella densa Tixier-Durivault, 1970
- Cladiella devaneyi Verseveldt, 1977
- Cladiella digitulatum (Klunzinger, 1877)
- Cladiella dollfusi (Tixier-Durivault, 1943)
- Cladiella echinata (Tixier-Durivault, 1943)
- Cladiella elegantissima (May, 1899)
- Cladiella elongata (Tixier-Durivault, 1944)
- Cladiella exigua (Tixier-Durivault, 1944)
- Cladiella foliacea (Tixier-Durivault, 1944)
- Cladiella germaini (Tixier-Durivault, 1942)
- Cladiella globulifera (Klunzinger, 1877)
- Cladiella globuliferoides (Thomson & Dean, 1931)
- Cladiella gracilis (Tixier-Durivault, 1944)
- Cladiella hartogi Benayahu & Chou, 2010
- Cladiella hicksoni (Tixier-Durivault, 1944)
- Cladiella hirsuta Tixier-Durivault, 1970
- Cladiella humesi Verseveldt, 1974
- Cladiella irregularis (Tixier-Durivault, 1944)
- Cladiella kashmani Benayahu & Schleyer, 1996
- Cladiella klunzingeri Thomson & Simpson, 1909
- Cladiella krempfi (Hickson, 1919)
- Cladiella kukenthali (Tixier-Durivault, 1942)
- Cladiella laciniosa (Tixier-Durivault, 1944)
- Cladiella latissima (Tixier-Durivault, 1944)
- Cladiella letourneuxi (Tixier-Durivault, 1944)
- Cladiella lineata (Tixier-Durivault, 1944)
- Cladiella madagascarensis (Tixier-Durivault, 1944)
- Cladiella michelini (Tixier-Durivault, 1944)
- Cladiella minuta (Tixier-Durivault, 1944)
- Cladiella multiloba Tixier-Durivault, 1970
- Cladiella pachyclados (Klunzinger, 1877)
- Cladiella papillosa Tixier-Durivault, 1942
- Cladiella pauciflora Ehrenberg, 1834
- Cladiella prattae (Tixier-Durivault, 1944)
- Cladiella pulchra (Tixier-Durivault, 1944)
- Cladiella ramosa Tixier-Durivault, 1970
- Cladiella rotundata Tixier-Durivault, 1970
- Cladiella scabra Tixier-Durivault, 1970
- Cladiella similis (Tixier-Durivault, 1944)
- Cladiella sphaerophora (Ehrenberg, 1834)
- Cladiella steineri Verseveldt, 1982
- Cladiella studeri (Tixier-Durivault, 1944)
- Cladiella subtilis Tixier-Durivault, 1970
- Cladiella suezensis (Tixier-Durivault, 1944)
- Cladiella tenuis (Tixier-Durivault, 1944)
- Cladiella thomsoni (Tixier-Durivault, 1944)
- Cladiella tulearensis (Tixier-Durivault, 1944)
- Cladiella tuberculoides (Tixier-Durivault, 1944)
- Cladiella tuberculosa (Quoy & Gaimard, 1833)
- Cladiella tuberosa (Tixier-Durivault, 1944)
- Cladiella variabilis (Tixier-Durivault, 1944)